# 暗黒星団帝国
暗黒星団帝国（あんこくせいだんていこく）は、テレビアニメスペシャル『宇宙戦艦ヤマト 新たなる旅立ち』（以降、『新たなる旅立ち』）およびアニメ映画『ヤマトよ永遠に』（以降、『永遠に』）に登場する架空の星間連合国家。
『宇宙戦艦ヤマト2199』から連なるリメイク版アニメシリーズの『宇宙戦艦ヤマト2205 新たなる旅立ち』『ヤマトよ永遠に REBEL3199』に登場するデザリアムについても、本記事で記述する。

## 概要
「暗黒星団帝国」という名称は『新たなる旅立ち』のみで言及されたもので、『永遠に』では予告編でのみこの名称が用いられており、本編では「黒色軍団」と呼称されている。『永遠に』における敵が前作と同一であるという説明は一切ないが、一部のメカが前作から引き続いて登場していることから同一国家であることがうかがえる。『新たなる旅立ち』での国家元首グレートエンペラー（声のみ登場）と、『永遠に』での聖総統スカルダートが同一人物なのかも不明である。そのため、『永遠に』公開直後のアニメ雑誌「アニメージュ」には両作の敵が同一なのかに疑問を示す記事も掲載された。しかし、後年の公式設定ではそれらは同一とされている。
「宇宙戦艦ヤマトシリーズ」で、地球を制圧・占領した唯一の国家である。
人民は地球人より高等生命体とされ、惑星をまるごと要塞化するほか、地球人類の脳細胞だけを一瞬にして破壊する「重核子爆弾」を建造するだけでなく、人間の肉体を高度にサイボーグ化する、かなりの高度から落下して重傷を負った者を短期間で全快させる、脳だけを異星人類の肉体に移植するなど、軍事的にも医学的にも極めて優れた技術力を誇る。
『宇宙戦艦ヤマト 新たなる旅立ち』において、他の星間国家と戦争中であることが語られているが、他にもヤマトが地球の戦艦であることを短時間で突き止めるなど、銀河間規模の非常に広大な宙域に展開し、相当数の星間国家の存在や文明レベルまでをも把握していることがうかがえる。
暗黒星団帝国の実用化した金属や元素はタキオン粒子と過剰に反応するため、それらの要因となる波動砲を持つヤマトの存在を恐れており、地球占領後にはヤマトを捕獲するか破壊することを最重要目的としていた。それゆえ、波動エネルギーによる攻撃を防ぐ自動惑星ゴルバなどの対ビーム兵器コーティング技術や、新波動砲でさえ効果を得ない超合金などを製造･実用化している。しかし、一旦破られると波動エネルギーに対して極めて脆弱な面を露呈する。
準備稿では「暗黒星雲ウラリア」という名称であり、『月刊OUT』の予告記事でも「暗黒星団帝国ウラリア」という名称が用いられた。この名称は後年に別の形で使われることがあり、PSゲーム版で自動惑星ゴルバなどに「ウラリア式」との表記が見られたり、『宇宙戦艦ヤマト2202 愛の戦士たち』の公式ネタ結末内で用いられたりしている。また、ウラリア以外に「ボルガッチェン」という名称が用いられたこともあった。準備稿では、人名も「ガルバス」や「ガボーチン」などロシア（ウラル）風であった。

## デザリアム星
暗黒星団帝国の本星。地球から40万光年、大マゼラン星雲から約57万光年の距離にある二重銀河のうち、白色銀河の中にある惑星。
200年後（2402年）の地球に偽装し、惑星の外観はもとより、スフィンクスや万里の長城などの古代遺跡からクラシック音楽などの古典芸術まで忠実に再現していた
。しかし、新波動砲によるグロデーズ艦隊の爆発をきっかけとした誘爆で偽装が剥がれ、正体を現す。それは、中心核を球状の骨組が取り巻くといった、肋骨に囲われた心臓のような姿に赤い光が脈打つ、堅牢な装甲を持ったグロテスクな人工天体だった。真田志郎によれば、デザリアム星を構成する超金属は「新波動砲をもっても決定的なダメージを与えられない」とのことであり、惑星の中心核からパイプを介してエネルギーが供給されている。中心核の内部には、水晶状のビルがほぼ隙間なく建ち並ぶ「水晶都市」が存在する。骨組の極地には、中心核へ至る出入口がそれぞれ存在する。
収納式の大型砲と、要塞化された浮遊隕石などの防衛兵器が無数に配備されているため、撃破はおろか接近すら容易ではない。水晶都市はガミラス帝国の天井都市に似た大型ミサイルとなっており、極地の出入口から敵が侵入した場合はこれで迎撃する。
指令室にはスカルダートと側近のサーダ以外の幹部や兵士は見られず、サーシャが内部で起爆装置の破壊工作に動いた際にはスカルダートが指令室を離れ、自ら彼女を探し回っていた。

## 暗黒星団帝国人
当時の公式資料での明記はないが、母星がデザリアム星という名前のため、後年の二次資料では「デザリアム人」と表記されることもある。
暗黒星団帝国人は頭部のみが生体で、首から下がサイボーグ化されている。これは、高度な機械文明によって脳以外を機械で補うようになったためである。しかし、その弊害として肉体的に退化したことから種としての生命力が衰え、生命体としては末期的な状況に陥っている。なお、そのような事態になった詳しい経緯は語られていない。
機械の身体は外観も動きの精度も極めて高く、アルフォンと同居していた雪でさえ彼の死の直前まで機械の身体であることに気付かなかった。デザリアム人に機械力による突飛した身体能力を持つような描写は見られず、それはあくまで生命維持と活動の機能のみを得るものと考えられ、生身の地球人同様に銃撃によって殺害できるほど脆弱である。
男性の肌は『新たなる旅立ち』では灰色であるが、『永遠に』ではガミラス人より幾分濃く暗青い灰色に変更されている。強膜（いわゆる白目と呼ばれている部分）は青色（スカルダートのみ赤色）で、眉毛は生えていない。また、頭髪を生やしている人物は少ない。唇の厚く顎が角ばった顔立ちが多数見られ、メルダーズやアルフォンのような細面は少数である。
明確に確認出来る女性として登場するのはサーダしかいない。サーダの容姿は地球人と同じだが、性差なのか異民族出身なのか、あるいはスカルダートがヤマト乗組員たちを騙すために行ったのと同じように変装していたのかは不明。

## 暗黒星団帝国軍
過去の地球の軍事組織（現実の世界の各国軍隊）で使用されていた尉官などから構成される、階級制度と同じものを採用している。暗黒星団帝国軍人の制服（サイボーグ化された身体）は、『新たなる旅立ち』では肌の色と近い白色であるが、『永遠に』では基本的に黒色に変更されている。また、両作とも階級に関係なく黒色のマントを羽織っている。
兵器や艦艇、デザリアム星自体も超硬合金の外殻を持ち、通常兵器では駆逐も撃退も不可能（ゴルバに対しては内部が露呈する開口部を狙った反撃が効果を挙げているが、精密さと迅速さが求められる）。さらに重核子爆弾には、ガミラスが保有せずガトランティスも行使が限定的だったバリアが搭載されている。
兵器の性能に留まらず、極めて戦闘に長けた組織であり、地球侵攻の際には抜け目のない作戦行動を取り、地球側の軍事施設や基地を優先的に破壊する、無人艦隊の戦力や特性、それらが配置された宙域まで事前に把握しておくなど常に先手を打ちながら優位に戦闘を進め、僅か一夜にして地球を制圧･占領した。
『永遠に』では、ヤマトを味方のゴルバ型浮遊要塞ごと破壊しようと目論むなど、任務遂行のためにはいかなる犠牲もいとわない冷酷な面が見受けられる。
艦艇や兵器の機体色は濃紺色とオレンジ。
光線兵器の色は、『新たなる旅立ち』では緑がかった黄色。『永遠に』では、ピンク色だったゴルバ型浮遊要塞を除き、橙色に統一されている。
暗黒星団帝国の艦隊は、地球側から「黒色艦隊」と呼称されていた。

## 劇中での描写

### 宇宙戦艦ヤマト 新たなる旅立ち
西暦2201年、遂行中の宇宙間戦争に必要なエネルギー源となるガミラシウムとイスカンダリウムを獲得するため、ガミラスおよびイスカンダルへ、マゼラン方面軍を派遣する。ガミラスでガミラシウムを採掘していたところ、故郷に一目別れを告げに来たガミラス総統デスラーが率いるガミラス残存艦隊と遭遇する。母星を侵されて憤激したデスラーの奇襲攻撃によって両艦隊は交戦状態に突入し、この戦闘で暗黒星団帝国側は作業船団と護衛艦隊が壊滅する大損害を受けた。この戦火の影響でガミラスが爆発して消滅してしまい、引力のバランスが崩れたイスカンダルは漂流を始めてしまう。
イスカンダル女王スターシャ救出のためにイスカンダルを追うガミラス艦隊を、デーダー率いる帝国第一艦隊が捕捉。圧倒的な戦力で報復攻撃を加え、デスラーに「もはやこれまでか」と言わしめるほどに追い詰めたが、救援に駆けつけたヤマトによって艦隊は全滅する。唯一残ったデーダー座乗の艦隊旗艦プレアデスも、ヤマトの波動砲によって失われた。
第一艦隊が敗北したことを知ったマゼラン方面軍総司令メルダーズは、自動惑星ゴルバによる報復攻撃でヤマトとガミラス艦隊を殲滅しようと目論む。デスラー砲すら通用しないゴルバの戦闘力は圧倒的で、ガミラス艦隊とヤマトに事実上の勝利を収めるが、自艦をゴルバに特攻させて自らの命と引き換えにスターシャを救おうとするデスラーの行動を見かねた彼女が暗黒星団帝国にイスカンダリウム採掘を許可したため、両軍は戦闘を停止する。ゴルバはイスカンダルへの降下を開始したが、スターシャがイスカンダルを自爆させたためにゴルバは星もろとも消滅し、当初の目的であるガミラシウムやイスカンダリウムの採掘は失敗に終わった。
しかし、グレートエンペラーはメルダーズに地球侵略を示唆していた。

### ヤマトよ永遠に
西暦2202年、地球へ発射した重核子爆弾の着弾と並行し、カザン率いる地球攻略軍が奇襲をかけ、前作とは打って変わった無差別攻撃の果てに地球全土を占領する。侵略の目的は、蔓延する生命活力の減退を打破すべく、重核子爆弾によって地球人類を脳死させ、健全な生身の肉体を手に入れるためだった。
しかし、暗黒星団に配備していた前線補給中間基地は、太陽系を脱出したヤマトの攻撃で消滅する。地球攻略艦隊はヤマトを追撃して暗黒銀河（ブラックギャラクシー）で会戦し、グロータス率いるゴルバ型浮遊要塞群へ追い込む猛攻をかけるが、波動カートリッジ弾を撃ち込まれたゴルバ1隻の爆発が他のゴルバを誘爆させ、全滅する。波動カートリッジ弾の威力に見合わないこの大戦果が、真田志郎に疑問を与えることになる。なお、地球攻略艦隊はゴルバ戦以降の描写がなかったため、消息は不明。
白色銀河に出たヤマトは、そこで200年後の地球に偽装していたデザリアム星へ接近する。聖総統スカルダートはデザリアム星に上陸してきたヤマト乗組員へ、ヤマトが地球に帰還しなかったという模造した歴史を見せ、降伏を促す。しかし、ヤマトが在留を希望するサーシャを残して地球へ飛び立ったため、スカルダートは戦艦グロデーズ5隻をヤマトへ差し向けて先述の歴史通りに葬ろうとするが、相原義一や徳川太助が偽装を看破して士気を取り戻したヤマトの新波動砲により、新黒色艦隊を殲滅された爆発の余波がデザリアム星にまでおよぶ。この光景から、波動エネルギーがデザリアム星のエネルギーと融合して大爆発を引き起こすことを真田は確信するが、デザリアム星は表面の偽装が焼失したのみで本体は無傷だった。その炎の中でスカルダートも暗黒星団帝国人としての正体や本性を現し、重核子爆弾を起爆させると脅してヤマトに降伏を強要する。
だが、同刻に地球で森雪を中心としたパルチザンによって重核子爆弾本体の起爆装置を解体されたうえ、サーシャによってデザリアム星の起爆装置を破壊されたため、一時的に重核子爆弾が起爆不能にされる。さらには、本星外部の攻撃をかいくぐってサーシャの手引きを受けたヤマトに中心核にまで侵入されたため、水晶都市のミサイルで迎撃する。その後、サーシャを発見して射殺したスカルダートは自身も相討ちで虫の息になりながら脱出口を閉じようとするが、ヤマトに新波動砲を発射されて消滅する。中心核と波動エネルギーが融合したデザリアム星は爆炎に包まれ、二重銀河も崩壊するほどの大爆発となり、新たな銀河が誕生した。
母星崩壊後、地球占領軍がどうなったかは不明である。

## 主要人物
作品によって登場人物が異なる。
宇宙戦艦ヤマト 新たなる旅立ち
- グレートエンペラー - 『新たなる旅立ち』時の国家元首。声のみの登場。
- メルダーズ（PSゲーム版では「メルダース」） - マゼラン方面総司令官。
- デーダー - マゼラン方面第一艦隊司令官。

ヤマトよ永遠に
- スカルダート - 聖総統。『永遠に』時の国家元首。
- サーダ - スカルダートの側近。
- カザン - 黒色艦隊司令兼地球占領軍総司令長官。
- グロータス - 浮遊要塞総司令官（ゲーム版では「暗黒銀河防衛軍総司令長官」）。
- アルフォン - 地球占領軍技術部情報将校（少尉）。（映画公開前の一時期キーマンという名でアニメ誌に紹介された）

## 所有メカ

### 艦船
戦艦
- 巨大戦艦 - 艦名が判明している艦は2隻。プレアデスは『新たなる旅立ち』に、ガリアデスは『永遠に』で登場。
- グロデーズ

空母
- 巨大宙母

巡洋艦
- 巡洋艦

護衛艦
- 護衛艦

輸送艦・特殊艦
- 巨大輸送艦
- 作業母艦
- 作業艦
- 加工艦

### 宇宙要塞
- 自動惑星ゴルバ
- ゴルバ型浮遊要塞
- 前線補給中間基地
- 浮遊隕石

### 航空機・宇宙艇
- イモ虫型戦闘機
- 新イモ虫型戦闘機
- 円盤型戦闘機
- 新円盤型戦闘機
- 戦闘爆撃機
- 戦闘ヘリ

### 陸上兵器
- 掃討三脚戦車
- パトロール戦車

### その他兵器・関連技術
- 重核子爆弾
- 無限ベータ砲

## ゲームにおける暗黒星団帝国
2004年から2005年にかけて発売された、『新たなる旅立ち』『永遠に』を原作とした、PS2版『宇宙戦艦ヤマト イスカンダルへの追憶』『宇宙戦艦ヤマト 暗黒星団帝国の逆襲』『宇宙戦艦ヤマト 二重銀河の崩壊』（以降、3本を共通して「ゲーム版」と表記）は、単なるゲーム化ではなく、原作脚本の不備な点が多数補完されてオリジナルキャラクターが多数登場するなど、原作リメイクに近い内容であり、本国も多数の変更点やオリジナル要素が加わっている。

### デザリアム星（ゲーム）
黒色銀河の背後にある白色銀河内に存在し、200年後の地球に偽装されているという設定はアニメ版と同様であるが、ゲーム版ではヤマトが200年後に移動したのではなく、未来の地球が現代に来たことになっている。劇中から150年後に太陽系が崩壊し、地球のみは白色銀河までワープさせることで難を逃れたが、大質量を持つ物体を長距離ワープさせた反動により、劇中から50年前にタイムスリップしたと説明されている。
以上の説明で当初はヤマト乗組員を信じさせることに成功するが、相原がヤマトへ持ち帰ったグラスと土の成分を真田が調査したところ、波動融合反応（白色銀河内の物質やガスなどが波動エネルギーと融合することにより、劇薬のような爆発的反応を示す現象）を起こす白色銀河特有の物質であったことから、200年後の地球が本物ではないことに気づく。波動カートリッジ弾によってグロータス率いるゴルバ艦隊が壊滅したのも、暗黒星団帝国の艦船を構成する物資が波動エネルギーと反応し、波動融合反応を起こしたためである。これにより、ヤマトは白色銀河MAP内での波動砲の使用が制限されていた。
褐色矮星群の中にある星系全体がガス状の暗黒物質で覆われており、「ダイソン球殻」とされている。この球殻を構成する暗黒物質は恒星の放射エネルギーを変換したものであるため、恒星が存在する限り球殻が消滅ないし破壊される心配はないうえ、球殻自体が巨大なエネルギー貯蔵庫の役目も果たすことができる。また、ダイソン球殻は溜まった熱を赤外線として外部へ放射する必要があるが、暗黒星団帝国はこれを利用し、球殻を同じく赤外線を放射する褐色矮星に偽装していた。
通常のダイソン球殻と違い、球殻を構成するものがガス状物質であるために球殻自体には居住できず、その内側に存在する惑星デザリアムに住んでいる。デザリアム星の設定はアニメ版と大差ないが、水晶都市の周りにはエネルギー偏向フィールドが展開されており、一切の攻撃が通じない。ただし、宙に浮かぶ水晶都市は内殻表面のエネルギー中継ユニットを通さないとフィールドを形成するためのエネルギーを受け取れないため、戦闘中のイベントでこのユニットの存在に気づいて破壊すれば、フィールドを無力化できる。また、水晶都市内の警備はアニメ版と異なり、衛兵が多数存在している。

### 暗黒星団帝国人（ゲーム）
サイボーグとしての設定はアニメ版同様である。外見は『新たなる旅立ち』の方がベースとなっており、肌の色に関しては灰色の人物の方が圧倒的に多くなっているほか、服装なども大半が『新たなる旅立ち』の方に近いものになっている。
ヤマト乗組員を騙す際に語る正体はアニメ版と異なり、200年後の地球人ではなく、地球を占領した暗黒星団帝国人の末裔であるとされている。そのため、アニメ版のように指紋によって嘘が発覚する展開は無い。

### 暗黒星団帝国軍（ゲーム）
ガミラス・イスカンダルのみならず、マゼラン雲一帯に勢力を広げており、さらに『イスカンダルへの追憶』の時点で銀河系にまで手を伸ばしている。
メカはアニメ版からデザインが大きく改訂されており、ゲームオリジナルのメカも多数登場する。

### ゲームオリジナルキャラクター
- サーグラス - 帝星近衛軍・黒色艦隊総司令官（准将）。
- ミヨーズ - 地球侵攻軍・第二特務艦隊司令官（大佐）。
- クーギス - 恒星エネルギー資源採掘艦隊左翼指揮官（大佐）。
- ルーギス - 恒星エネルギー資源採掘艦隊右翼指揮官。クーギスの兄。
- グノン - 地球侵攻軍中間補給基地司令（大佐）。

### 所有メカ（ゲーム）

#### 艦船（ゲーム）
戦艦
- プレアデス級指揮戦艦
- 無限β砲搭載超弩級戦艦グロデーズ
- 主力戦艦
- 狙撃戦艦
- α砲搭載実験戦艦

空母
- 大型主力空母
- 戦闘空母

巡洋艦
- 巡洋艦

駆逐艦
- 駆逐艦
- 高速駆逐艦

護衛艦
- 護衛駆逐艦

輸送艦・特殊艦
- 資源輸送艦

#### 航空機・宇宙艇（ゲーム）
- 暗黒星団迎撃戦闘機
- 暗黒星団エース級迎撃戦闘機
- 暗黒星団戦闘機
- 暗黒星団爆撃機
- 暗黒星団新型爆撃機
- 暗黒星団帝国重戦闘機
- 暗黒星団帝国重偵察機
- 無人大型戦闘艇テンタクルス

#### 宇宙要塞（ゲーム）
- ウラリア式制圧自動惑星ゴルバ
- 中間補給基地

#### 陸上兵器（ゲーム）
- 掃討三脚戦車
- パトロール戦車
- 小型四脚戦車
- D3号

#### その他兵器・関連技術（ゲーム）
- 重核子爆弾
- α砲
- 無限β砲

## リメイクアニメ
『宇宙戦艦ヤマト2205 新たなる旅立ち』および『ヤマトよ永遠に REBEL3199』に登場する。旧作での母星名であったデザリアムを勢力名として名乗る。
デザリアム人の容姿や所有艦船の設定は旧シリーズをおおむね踏襲しているが、出自の設定は謎に包まれている一方で地球との奇縁が暗示されており、『3199』では本編開始前から地球人有力者の一部と内通し、地球占領もそれによる成果であることが描写されている。
第3話でスカルダートが語ったところ（すべてが真実かはまだ不明）によると、その正体は約1,000年後の地球人。かつてガトランティスとの激しい戦闘が行われた旧土星宙域において、波動砲の大量使用が原因で宙域災害「空間裂傷」が起こり、それによってゆっくりと滅びが近づいていたが、空間裂傷が起こった旧土星宙域に過去の時代と繋がる「時空結節点」が生まれた結果、歴史を変えるためにこの時代へやってきたという。そして、故郷を救う手立てとしてイスカンダルの「コスモリバースシステム」、イスカンダルが失われた後はその技術を解析する手がかりとなる「イスカンダルの欠片」を求める。

### デザリアム人 （リメイクアニメ）
旧作同様、その身体は生身ではない。ただし、旧作では科学の発展の果てにサイボーグ化したのに対し、本作では空間裂傷によって激変した環境に適応するためと述べられている。
ランダムに選ばれた遺伝子から脳髄を作り出し、それを人工的なボディに入れている。彼らはそれを「ホモ・サピエンスから進化した新たな人類『ホモ・デザリアム』」と称している。機械であるために成長はしないが、年齢に応じて新しいボディに入れ替えることで疑似的に成長を体験させているほか、幼体は成体と疑似的な家族関係も構築する。これらは、生身の身体を失った彼らが人間性を保つために用いている手段であるとされる。男性だけでなく女性も存在しており、肌の色などの特徴に性差は見られない。
外見の基本的な特徴は旧作と同様であるが、肌の色は『永遠に』に準拠した暗青い灰色である。青い強膜や目の周りの黒い縁取りは生物的な特徴ではなくなっており、必要時にのみ現れるようになって平時は地球人などと同じ目をしている。なお、変化後の強膜の色は旧作ではスカルダート以外の全員が青色だったが、本作では個々で色が異なる。また、第3話でのアルフォンの台詞によると戦闘用に調整された肉体を持っている者もいるという。
軍人の服装は『新たなる』の白色と『永遠に』の黒が混在しているが、各部の意匠は『新たなる』に準拠しており、『永遠に』で見られた胸元の略綬らしき長方形の意匠は見られない。旧作における喉元の逆三角形の意匠は、丸い発光する構造物としてデザリアム人共通の特徴となっている。ただし、衣服というよりは肉体に投影されるホログラムに近く、裸体の上から赤黒い光が全身に広がり実体化する格好となっている。

### 技術・メカ（リメイクアニメ）
技術体系は地球やガミラス帝国とは根本的に異なり、惑星規模の物体のエネルギー変換技術や重力傾斜を利用した移動やワープ、全長1キロメートルクラスの次元潜航船など、大きく上回る面も見られる。
彼らにとって波動エネルギーは数世紀前に捨てた過去のものであり、現在は「位相エネルギー」を用いている。
旧作で見せた防御力の高さは「位相変換装甲」として体系化されており、エネルギー波を逆相波によって打ち消すものとされる。強度は母機の出力に依存し、自動惑星ゴルバなどの要塞クラスであれば波動砲すら無力化できる一方、ヒアデス級護衛艦が航空機の攻撃で損傷し、集中攻撃で撃沈される描写も存在する。また、この原理を応用することにより、電磁波を相殺して目視やレーダーによる探知を逃れるステルス技術としても用いられる。
一方、『2205』でゴルバが波動掘削弾による内部爆発で大損害を被るなど、旧作と同様に波動エネルギーへの脆弱さをうかがえる描写も存在する。

### 主要人物（リメイクアニメ）
宇宙戦艦ヤマト2205 新たなる旅立ち
- メルダーズ - マゼラン派遣軍総司令官。
- デーダー - 戦艦グレート・プレアデス艦長。
- 女の声 - メルダーズに指示を出す存在。正体は後述のマザー・デザリアム。

ヤマトよ永遠に REBEL3199
- マザー・デザリアム - デザリアムの頂点に立つ存在。
- スカルダート - 聖総統。
- サーダ - 聖総統補佐官。
- アルフォン - 情報部将校。少佐。
- ランベル - 戦艦グロデーズ艦長。少佐。
- イジドール - アルフォン付き士官。少尉。
- カザン - 地球2207進駐軍 統括総司令。大将。
- ブレソール - 技術部将校。大佐。
- マクシム - 民間技術者。
- フルール - マクシムの娘。
- アズール - ゴルバ・エナム司令。

### 所有メカ（リメイクアニメ）

#### 艦船（リメイクアニメ）
- プレアデス改級攻勢型戦艦
- プレアデス級攻勢型戦艦
- ヒアデス級護衛艦
- タイゲタ級大型輸送艦

#### 航空機・宇宙艇（リメイクアニメ）
- 襲撃戦闘機カタピラス
- 重格闘戦闘機アルクティア

#### 宇宙要塞（リメイクアニメ）
- 自動惑星ゴルバ

#### 陸上兵器（リメイクアニメ）
- 掃討三脚戦車ガバリア
- 殲滅多脚戦車ガーム・ビゥ

#### その他兵器・関連技術（リメイクアニメ）
- デザリアム・ハンマー
- グランドリバース

### 劇中での描写

#### 宇宙戦艦ヤマト2205 新たなる旅立ち
メルダーズ率いる部隊が登場。イスカンダル星を移送する任務を帯び、まず手始めに邪魔なガミラス星を破壊した後、イスカンダル星をゴルバによって牽引し、故郷へ持ち帰ろうとする。
しかし、イスカンダル星とそこにいるスターシャやガミラス避難民たちを救出すべく、デスラー艦隊がイスカンダル星を追走する。後からガミラスの救援に駆け付けたヤマト艦隊も交えてイスカンダルを巡る激戦が行われるが、戦況は次第にデザリアム優位に傾いていく。スターシャの呼びかけで戦闘が一時中断された後、ガミラス避難民の安全な脱出を条件にイスカンダル星を明け渡すとの申し出を彼女から受ける。デザリアム側としてはイスカンダル星とその管理者であるイスカンダル王族さえ手に入ればガミラス避難民はどうなろうと知ったことではないため、スターシャの申し出を了承する。しかし、スターシャはイスカンダル星を自爆させる決意を固めていたうえ、それを阻止せんとデスラーが自艦でゴルバに特攻し、ヤマトに自分ごと波動砲を撃たせようとする。
その後、デスラーを救出するために反転してきた地球・ガミラス連合艦隊と戦闘を再開する。その裏では、コスモハウンドを用いた古代進たちによるスターシャたちの救出作戦が行われており、それを察知したメルダーズはコスモハウンドを捕獲させてゴルバ内に格納するが、それは本体から切り離されたデコイであり、コスモハウンド内に仕込まれた波動掘削弾によってゴルバは深刻なダメージを受けてしまう。最後は、ヤマトやガミラス艦隊を道連れにしようと砲撃を試みるが、直前にスターシャによって起こされたイスカンダル星の自爆に巻き込まれ、消滅した。

#### ヤマトよ永遠に REBEL3199
前作から2年後、グランドリバースを地球へ送り込むと同時に地上制圧部隊を投入し、地球上の軍施設を破壊・制圧していく。その事前にはあらかじめ地球側の要人と内通して内部工作を行っており、迅速な占領を進めていった。
地球制圧後には聖総統スカルダートが全世界に向けて放送を行い、デザリアムが未来の地球であることや、破滅の未来を変えるために未来からやってきたことを語り、地球人へ協調を呼びかける。その巧みな話術と、放送中に太陽系へ侵入したボラー艦隊を返り討ちにした功績から、多くの地球人をデザリアム容認に転じさせ、地球の諮問機関としての地位を確立する。
その後はグランドリバースを完成させるため、「イスカンダルの欠片」たるヤマトとサーシャを求める。